# Seleção Argelina de Voleibol Feminino

A seleção argelina de voleibol feminino é uma equipe africana composta pelas melhores jogadoras de voleibol da Argélia. É  administrada pela  Federação Argelina de Voleibol membro da Confederação Africana de Voleibol e se encontra na 14ª posição do ranking da FIVB, segundo dados de janeiro de 2014.

## Resultados obtidos nas principais competições

### Jogos Olímpicos
| Ano  | Sede    | Classificação |
| ---- | ------- | ------------- |
| 2008 | Pequim  | 11º           |
| 2012 | Londres | 11°           |

### Campeonato Mundial
| Ano  | Sede  | Classificação |
| ---- | ----- | ------------- |
| 2010 | Japão | 21º           |

### Campeonato Africano
| Ano  | Sede            | Classificação |
| ---- | --------------- | ------------- |
| 1976 | Egito           | 4º            |
| 1989 | Ilhas Maurícias | 3º            |
| 2003 | Quênia          | 4º            |
| 2007 | Quênia          | 2º            |
| 2009 | Argélia         | 1º            |
| 2011 | Quênia          | 2º            |
| 2013 | Quênia          | 6º            |

### Grand Prix
| Ano  | Sede    | Classificação |
| ---- | ------- | ------------- |
| 2013 | Sapporo | 20º           |
| 2014 | Tóquio  | 28º           |

### Copa do Mundo
| Ano  | Sede  | Classificação |
| ---- | ----- | ------------- |
| 2011 | Japão | 12º           |

## Elenco atual
Convocadas para a disputa do Grand Prix de 2014 pela seleção argelina: